# Sharknado 3: Oh Hell No!
Sharknado 3: Oh Hell No! är en amerikansk komisk monster-katastroffilm från 2015 i regi av Anthony C. Ferrante.
Filmen är den tredje av sex filmer i Sharknado-serien.

## Handling
Ännu en sharknado drabbar USA:s östkust, inklusive Washington, D.C..

## Rollista i urval
- Ian Ziering - Fin Shepard
- Tara Reid - April Wexler
- Cassie Scerbo - Nova Clarke
- Bo Derek - May Wexler
- Mark McGrath - Martin Brody
- Frankie Muniz - Lucas Stevens
- Ryan Whitney - Claudia Shepard
- Mark Cuban - President Marcus Robbins
- Jack Griffo - Billy
- David Hasselhoff - Gilbert Grayson Shepard
- Michael Winslow - "Jonesy" Jones
- Ne-Yo - agent Devoreaux
- Lou Ferrigno - agent Banner
- Lorenzo Lamas - sergeant Rock
- Bill Engvall - Gary Martin Hayes
- Christopher Lambert - Arne Sleslum
- Tim Russ - general Gottlieb
- Jerry Springer - mr White
- Penn Jillette - överstelöjtnant Stylo
- Teller - major Caissie
- Michele Bachmann - sig själv
- George R.R. Martin - sig själv
- Matt Lauer - sig själv
- Al Roker - sig själv
- Natalie Morales - sig själv